# Henrietta Lacksová
Henrietta Lacksová, nepřechýleně Lacks, rozená Loretta Pleasant (18. srpna 1920 Roanoke, Virginie, USA – 4. října 1951 Baltimore, Maryland, USA) byla afroamerická žena, z jejíhož rakovinného nádoru byly bez jejího souhlasu odebrány buňky, které George Otto Gey nakultivoval a vytvořil tak nesmrtelnou buněčnou kulturu. Ta je pod názvem HeLa využívána v medicínském výzkumu dodnes.

## Život
Narodila se jako Henrietta Pleasantová v Roanoke ve Virginii Elize (1886–1924) a Johnu Randallu Pleasantovi I. (1881–1969). Eliza zemřela při porodu svého desátého dítěte. Po její smrti vzal otec děti k příbuzným jejich matky. John pracoval na dráze jako brzdař.
Provdala se za Davida Lackse I. (1915–2002) v Halifax County. Spolu se přestěhovali do Dundalku v Marylandu. Měli pět dětí, poslední se narodilo v listopadu 1950.
1. února 1951 navštívila Nemocnici Johnse Hopkinse kvůli poševnímu výtoku. Zde jí byl diagnostikován karcinom děložního hrdla. Navzdory léčbě zemřela 4. října téhož roku ve věku 31 let. Pohřbena byla bez náhrobku v Lackstownu v Cloveru ve Virginii.

## Význam HeLa linie
Její buňky z kultury označované jako HeLa jsou důležité pro medicínský výzkum. Již v roce 1954 pomohly při vývoji vakcíny proti dětské obrně. Buňky byly masově vyráběny a distribuovány po celém světě. Dostaly se i do vesmíru, kde pomohly vyřešit otázky, zda lidská tkáň přežije stav beztíže. Pomohly také při výzkumu rakoviny, AIDS, následků záření a jedů, genovém mapování a mnohých dalších vědeckých projektech. Buňky z linie HeLa se používají při testování mnoha kosmetických a jiných produktů.